# Марта Попова
Марта Иванова Попо̀ва е българска драматична актриса и една от първите рецитаторки в България. Сестра е на Златина Недева и Невяна Тенева.

## Биография
Родена е на 17 февруари 1891 г. в Трявна. Завършва гимназия в София. В продължение на една година учителства в село Церово. От 1910 г. е стажант-актриса в Народния театър и участва в хора на Константин Рамаданов. От 1911 до 1913 г. учи пеене и драматично изкуство в Прага. След завръщането си в България е актриса в Народния театър. През 1925 г. става част от драматичната школа на Николай Масалитинов.
Почива на 11 април 1974 г. На 28 май 2008 г. в квартал „Лозенец“ в София е открита паметна плоча на Марта Попова. На нея е изписано: „В памет на голямата българска актриса Марта Попова, лауреат на държавни отличия и награди, с признателност.“

## Роли
Марта Попова се превъплъщава в десетки роли, по-известни са:
- Дорина – „Тартюф“ от Молиер[2]
- Беатриче – „Много шум за нищо“ от Уилям Шекспир
- Гина – „Дивата патица“ от Хенрик Ибсен[1]
- Ана Андреевна – „Ревизор“ от Николай Гогол
- Соня Мармеладова – „Престъпление и наказание” от Фьодор Достоевски[2]
- Костанда – „Свекърва“ от Антон Страшимиров
- Славка – „Тревога“ от Орлин Василев[1][4]

## Книги
През 1972 г. е издадена мемоарната ѝ книга „На сцената и в живота“.

## Награди и отличия
- 30 декември 1946 г. — удостоена е с орден „9 септември 1944“, II степен;[5]
- 9 септември 1947 г. — удостоена е със званието „Заслужила артистка“;[6]
- март 1948 г. – наградена е с „Почетна значка на Столичния народен съвет“, II степен;[7]
- 30 април 1950 г. — удостоена е със званието „Народен артист“;[8]
- 27 юни 1961 г. — по случай 50-годишната ѝ сценична и обществена дейност е удостоена е с орден „Георги Димитров“.[9]